# Rudziszki (Litwa)
Rudziszki (lit. Rūdiškės) – miasto na Litwie, w okręgu wileńskim, w rejonie trockim, siedziba gminy Rudziszki, do 1945 w Polsce, w województwie wileńskim, w powiecie wileńsko-trockim, siedziba gminy Rudziszki.
Znajduje tu się stacja kolejowa Rudziszki na linii dawnej Kolei Warszawsko-Petersburskiej.
Po II wojnie światowej i utracie miasta przez Polskę, do 1 listopada 1946 z rejonu Rudziszek w obecne granice Polski wysiedlono 5,2 tys. Polaków, natomiast ok. 9,9 tys. zarejestrowanych do przesiedlenia Polaków pozostało w rejonie. Według danych litewskich w 2011 Polacy stanowili 36,17% mieszkańców Rudziszek.
W 1987 w Rudziszkach urodziła się Ewelina Saszenko.

## Galeria

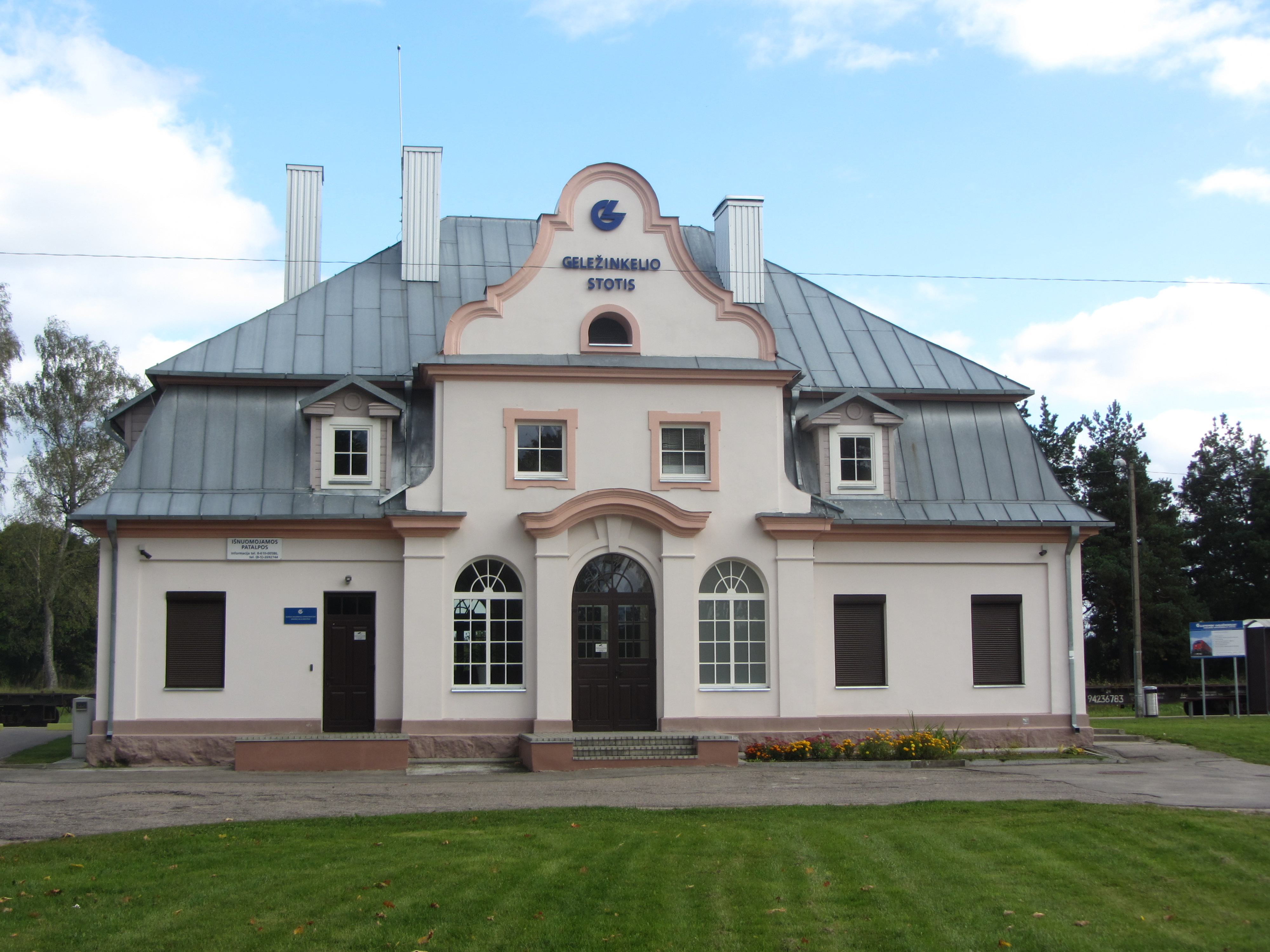
Dworzec kolejowy
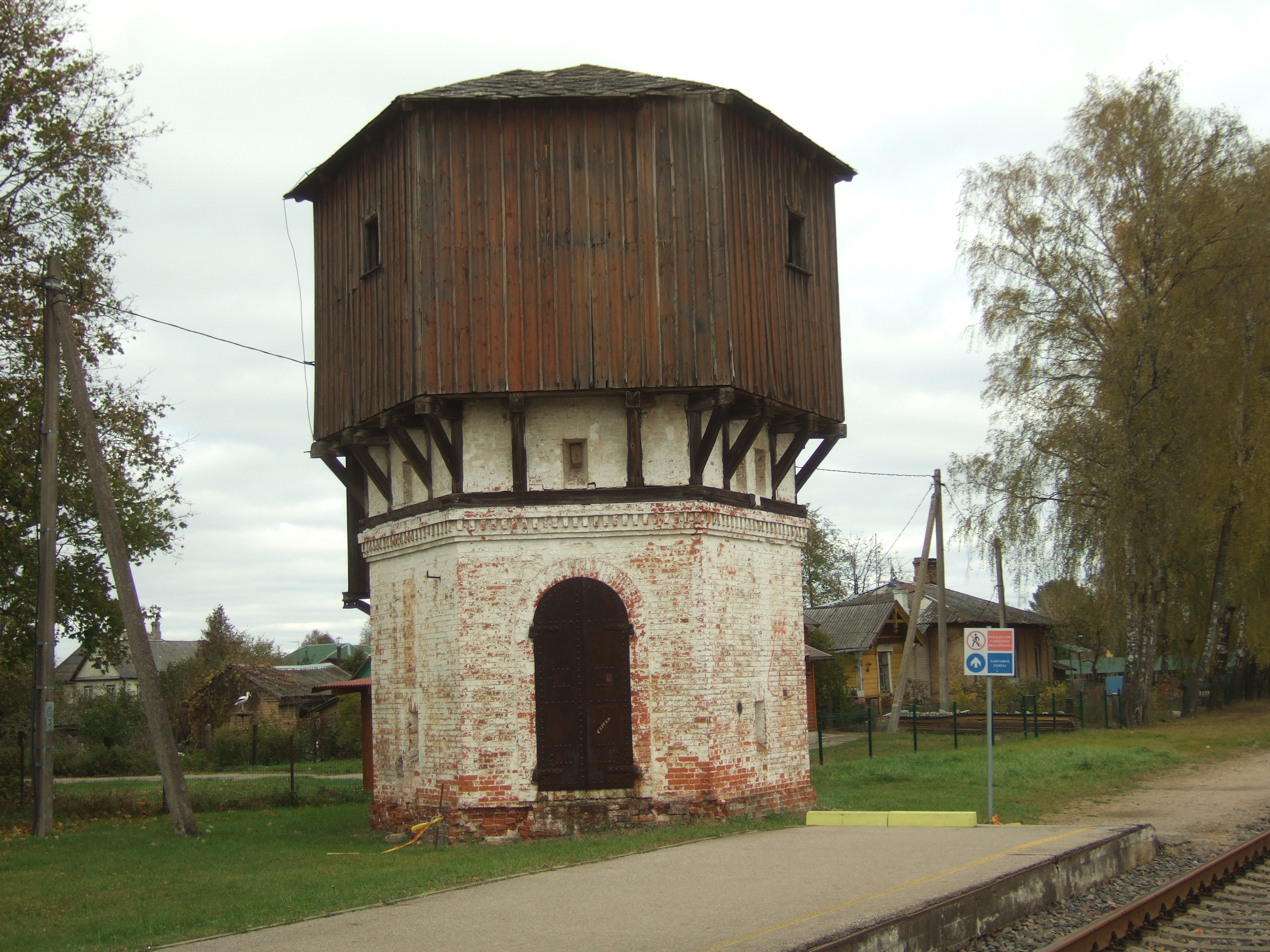
Kolejowa wieża ciśnień
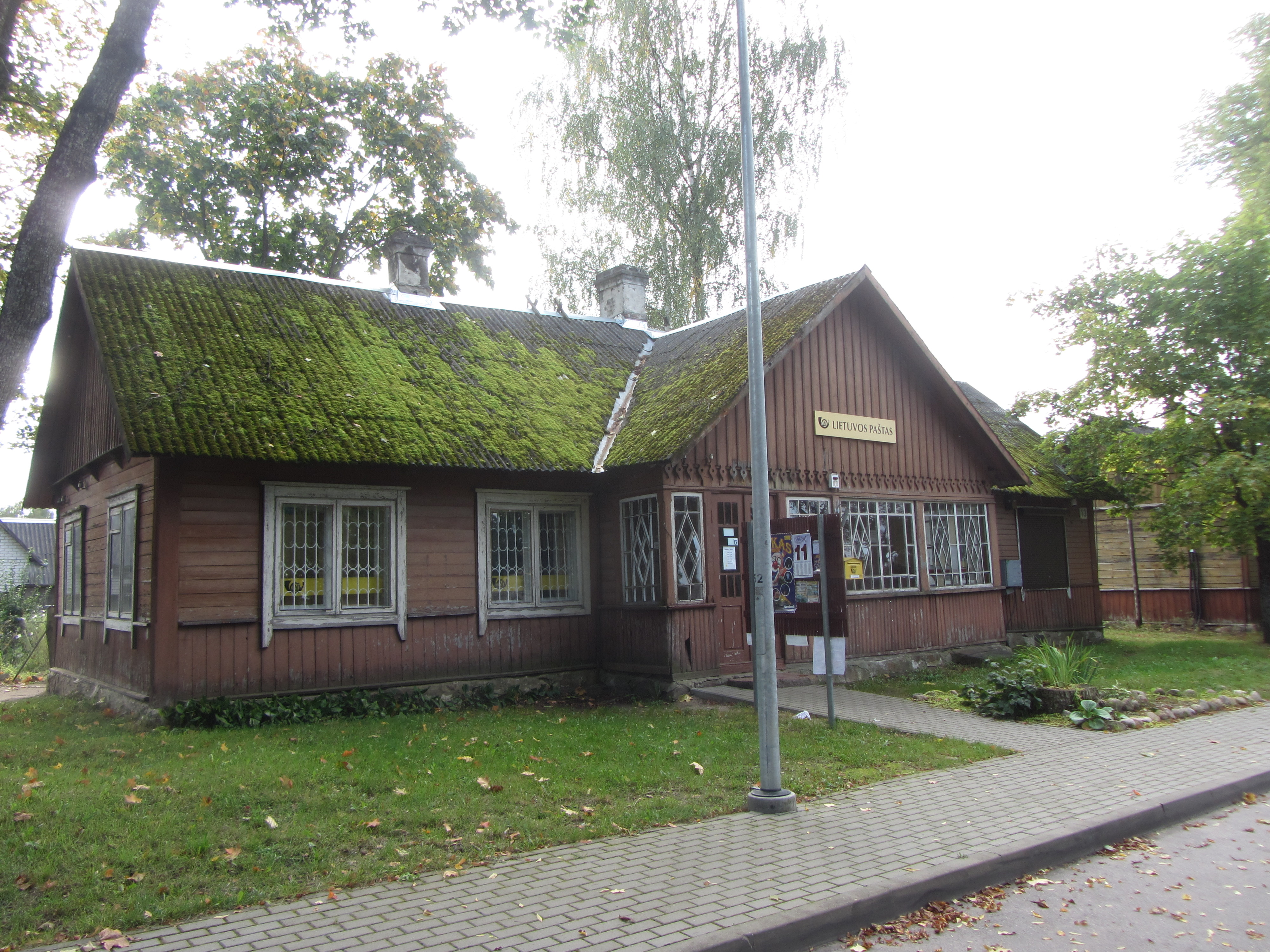
Poczta
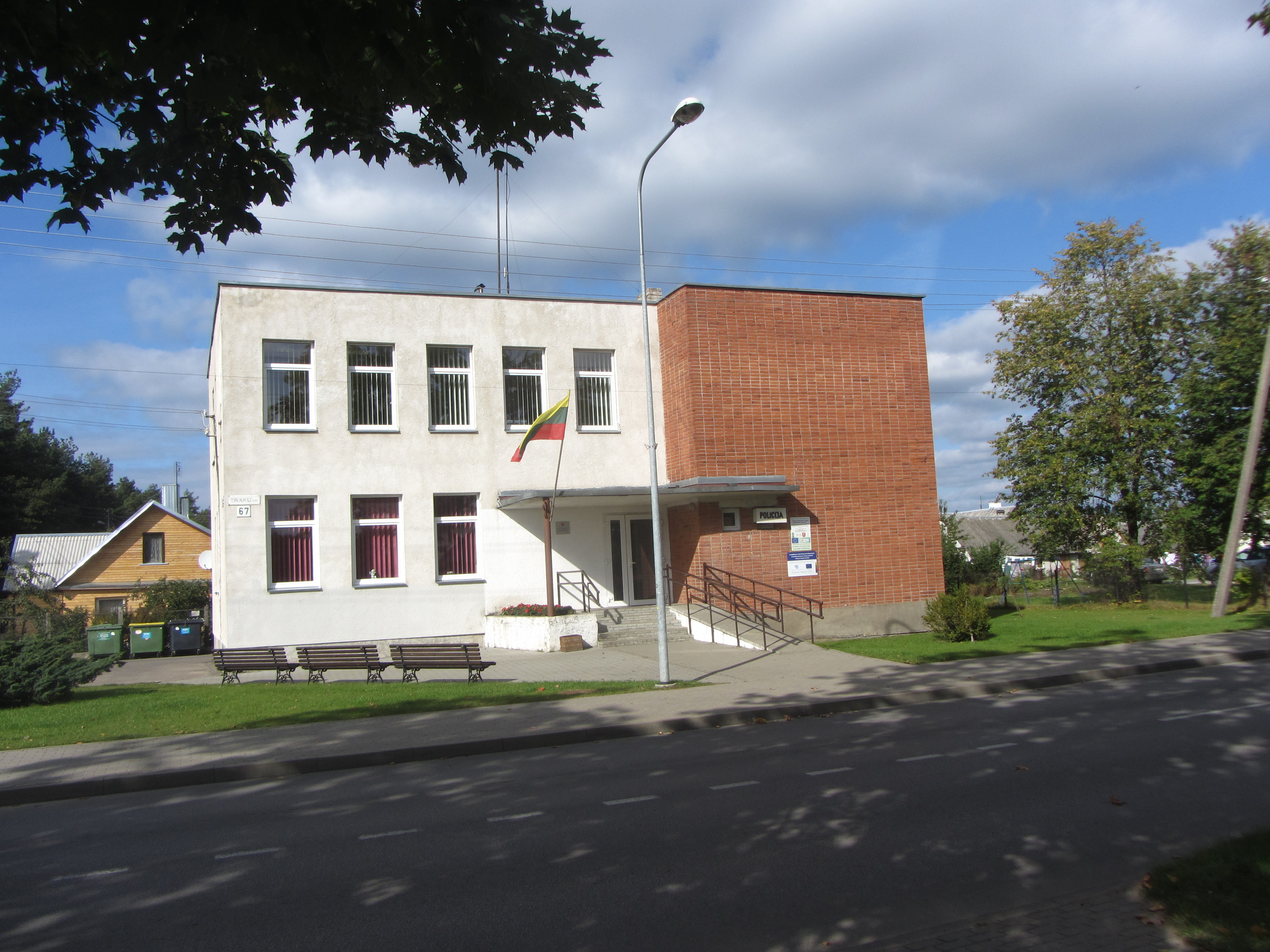
Starostwo

## Miasta partnerskie
- Zalewo